# Behgjet Pacolli
Behgjet Pacolli, född 30 augusti 1951 i byn Marec i dåvarande Jugoslavien, är en kosovoalbansk-schweizisk affärsman och politiker.
Pacolli blev Kosovos president den 22 februari 2011 men Kosovos författningsdomstol dömde dock att valet inte följt konstitutionen och hans presidentskap drogs därmed in med omedelbar verkan den 30 mars.
Innan han tillträdde som president tjänstgjorde han som parlamentsledamot i Kosovos parlament. Hans förmögenhet uppskattas till över 3 miljarder dollar.